# Pieter Claeissens den ældre
Pieter Claeissens den Ældre (født 1500, død 1576) var en flamsk maler af portræt og historiske motiver. Han var den første kunster af en større familie af kunstnere fra Brugge, hvor han også både var født og døde. Han var elev af Adriaan Bekaert, og blev optaget i kunstnernes Sankt Lukasgilde i Brugge i 1516, hvor han også blev mester i 1529 og formand i 1572. Pieter Claeissens malerier er udstillet på Louvre, Paris (Jomfru Maria-portræt); I fyrsten af Oranges kunstsamling (knælende Sankt Gregory); Statens Museum for Kunst i København (portrætmaleri); Bodemuseum i Berlin (Jomfru Maria med Jesubarnet)